# Görögkatolikus templom (Makó)
A makói görögkatolikus templom a városi gyülekezet egyetlen temploma, amely 1778-ban épült barokk stílusban.

## Története
Stanislavich Miklós csanádi püspök 1743-ban ruszinokat telepített az úgynevezett Orosz fertályba, ami a mai Városközpont része. A letelepülés után négy évvel kértek engedélyt imaház építésére. A püspök kijelölte a területet, amelyen ma a templom áll, és azt az egyházközségnek ajándékozta. A telken fölépült egy zsindelytetejű, vályogfalú imaház. A helyi hagyomány szerint húsz görögkatolikus vallású férfi a mezőhegyesi kincstárhoz szegődött el kaszálni két hétre, de munkájukért nem fogadtak el pénzt - viszont azt kérték, hogy Mária Terézia segítsen a gyülekezetnek téglafalú templomot építeni. Kérésüket teljesítették, 1777 és 1778 között föl is épült a templom. Benne az első szentmisét 1778. október 13-án végezték, de csak 1786-ban szentelték föl, Istenszülő Oltalmába ajánlva. 1844-ben az épület tetejére zsindely helyett cserép került, és új toronysisakot is kapott. Később a templomot használó ruszinok és románok között elmérgesedett a kapcsolat, a kiegyezés előtti időkben arra is volt példa, hogy öt hónapig liturgiát sem tartottak. 1878-ban bővítették, mivel kicsinek bizonyult, új kórus, toronyföljáró és sekrestye épült. Az első világháború után a román megszállók tábori misét mondtak a templomkertben. Az épületet 1978-ban felújították; a tornyon eredetileg latin kereszt volt található, amit később arannyal futtatott nyolcsarkú keresztre cseréltek. 2006-ban rézlemezzel borították a tetőt, 2009-ben pedig a város görögkatolikus közössége az Oktatási és Kulturális Minisztériumtól 15 millió forint értékű támogatást nyert, így mód nyílott a falak alászigetelésére.

## Az épület

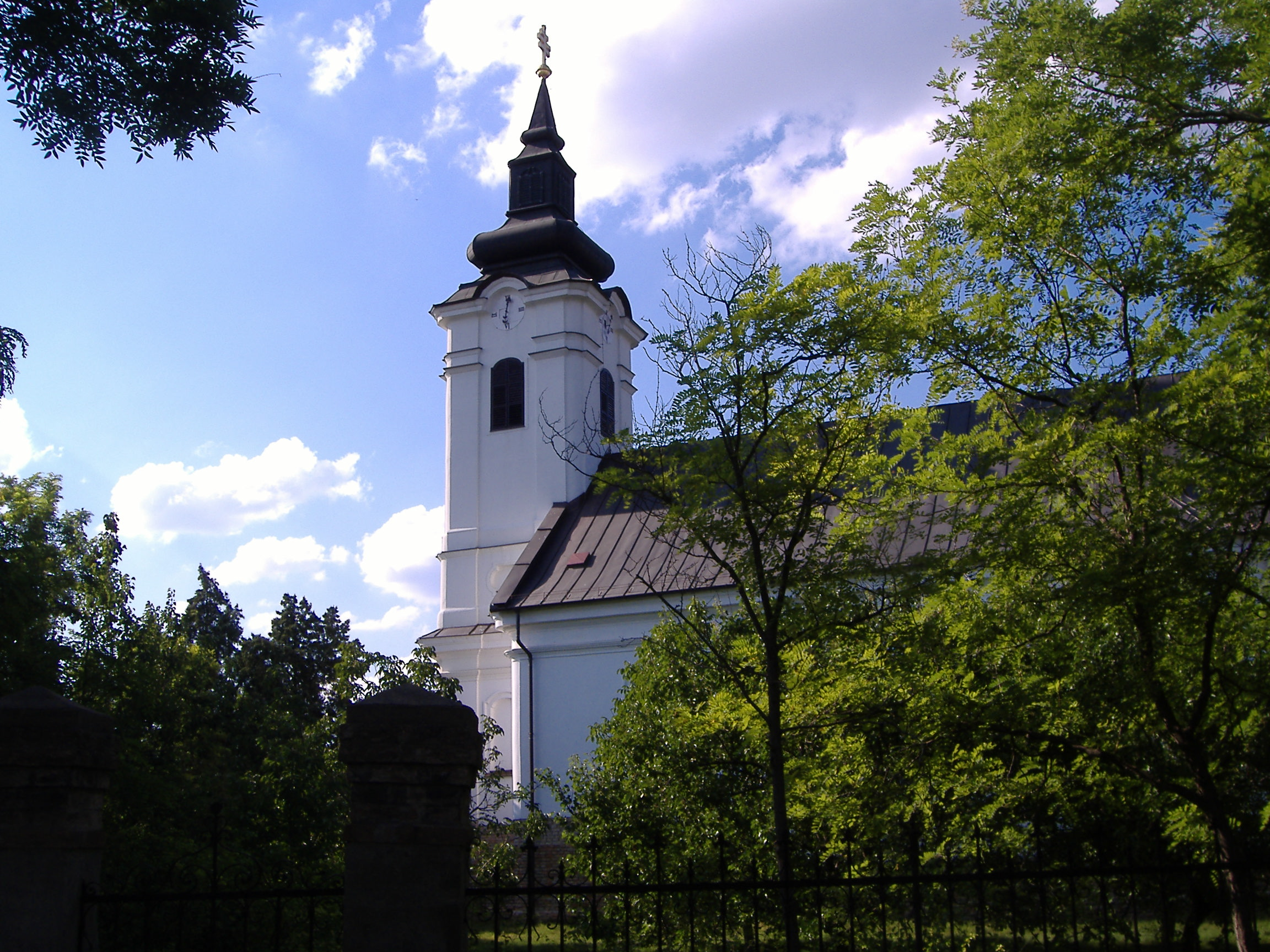
A templom oldalnézetből

Az egytornyú templom késő barokk stílusban épült. A torony sarkait lizéna tagolja a lábazattól a sisakig, sisakja szélesen kidomborodik, gombján aranyozott nyolcágú kereszt található. A kettős koronázó párkány a tornyon is körbefut. Hangsúlyos a templom órájának párkánya is. Az ablakok zsaluzottak, keretezettek. A keret alul egyszerűbb, a harangoknál rokokó jellegű. A templom oldalhomlokzatának a két oldalán 3-3 vakolatkeretes ablak található, a templomtest sarkai lekerekítettek. Az 1875-ben készült  sík födém stukatúros. A templom belsejében rokokó ikonosztáz található, ami sokáig a dísztelen templombelső egyetlen dísze volt, miután a mennyezet eredeti festése megsemmisült. Az ikonosztáz 1887-ben megsérült, amikor villám csapott a templomba. Főoltára téglaépítmény, befalazott ereklyés kővel, szentségházzal. 1933-ban Kis Szent Teréz tiszteletére a hívek adakozásaiból mellékoltárt avattak, az oltárkép Choma József festőművész alkotása. Dudás Miklós püspök áldotta meg. A templomot 1928-ban Torma Imre, Makó szülötte festette ki neobarokk stílusban, Groh István festő- és iparművész elgondolásai alapján, amellyel növelte a belső térhatást. A diadalív, a festés főmotívumának fölirata: „Jertek imádjuk Krisztust a mi királyunkat és istenünket”. A templomban található székek rokokó, a padok copf, a szószék klasszicista stílusú. Az épület előtt korpusszal ellátott műkő kereszt található, melyet 1886-ban állítottak föl. Főbejárata fölött emléktábla található: „Isten dicsőségére építtette dicső emlékű Mária Therézia császár s királynő 1778-ban a görögkatolikus híveknek. Belsőség megújíttatott 1887-ben.”
Az épület műemléki védettséget élvez; törzsszáma a műemlékjegyzékben 2746.
A templomban keresztelték meg 1794-ben Erdélyi Vazult, Makón született nagyváradi görögkatolikus püspököt.